# Fichtelite
La fichtelite è un minerale descritto nel 1841 in base ad un ritrovamento avvenuto nel Fichtelgebirge, Baviera, Germania.
La fichtelite è correlata con la simonellite e la phylloretine trovate in ambienti simili.

## Morfologia
La fichtelite è stata trovata sotto forma di cristalli allungati secondo [010] e tabulari appiattiti su {001}.

## Origine e giacitura
La fichtelite è stata trovata in tronchi di pino fossilizzati in una torbiera. Questa si presenta in cristalli su parti di legno compatte o fra gli anelli di crescita nel tronco, nelle crepe o ancora lungo i dotti della resina. Probabilmente deriva dagli acidi della resina come l'acido abietico che in un ambiente fortemente riducente subisce delle reazioni di saturazione e decarbossilazione. In presenza di zolfo e in un ambiente che favorisce la deidrogenazione, la fichtelite si altera in phylloretine.